# Distretto di Tai Po
Il distretto di Tai Po (o Tai Po District, in cinese semplificato 大埔区, in cinese tradizionale 大埔區, in mandarino pinyin Dàpǔ Qū) è uno dei 18 distretti di Hong Kong, in Cina.